# Mobilien

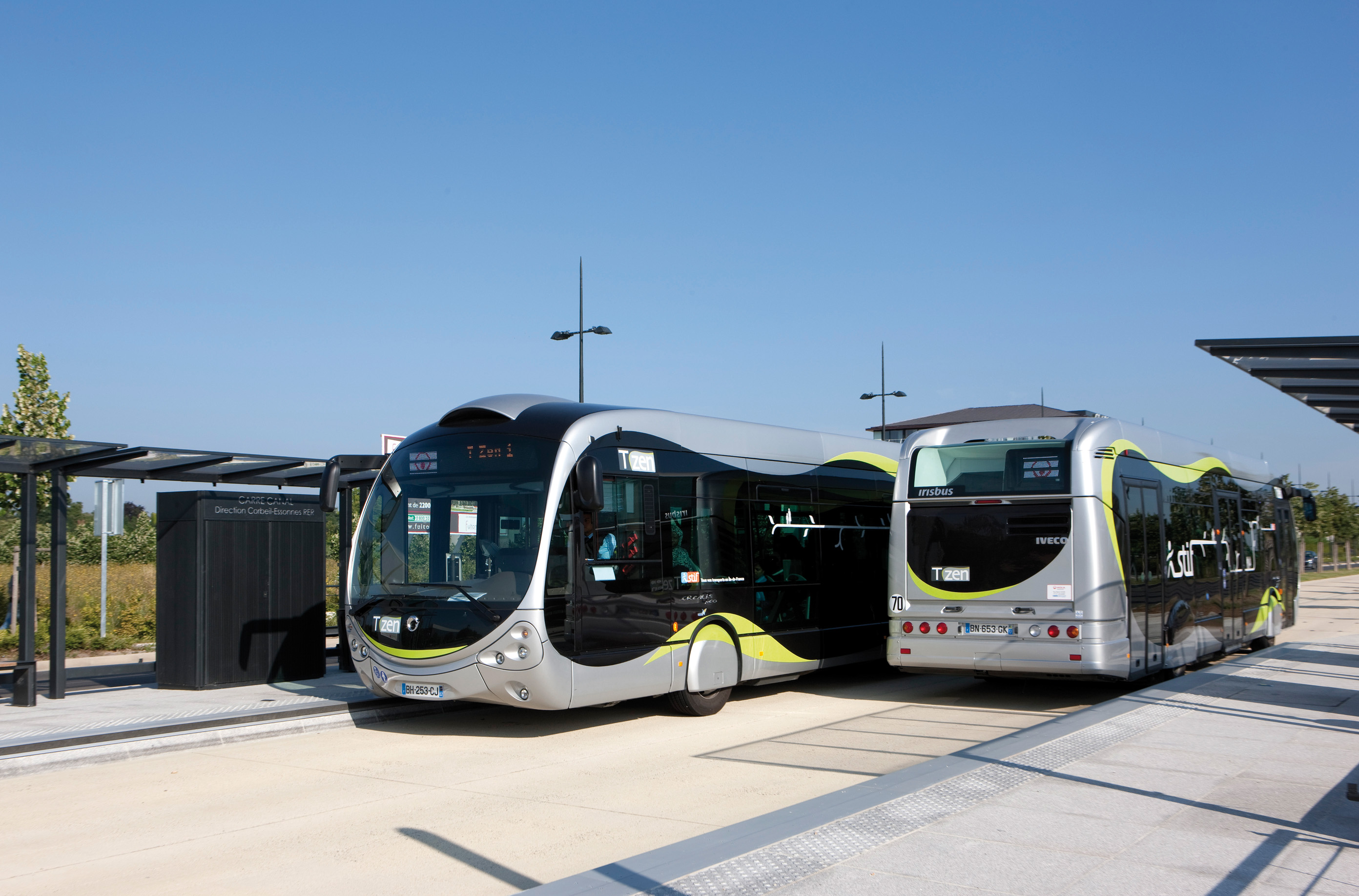
Autobusy ve stanici Carré Canal

Mobilien je autobusová síť v regionu Île-de-France. Linky provozují různí soukromí dopravci sdružení v organizaci Optile. Zatímco v Paříži a sousedících městech autobusy provozuje převážně RATP, síť Mobilien je určená k propojení vzdálenějších měst v pařížské aglomeraci.

## Vývoj
Projekt Mobilien vznikl v prosinci 2000 dohodou mezi státem, regionem Île-de-France, STIF a RATP. Tento první návrh tvořil program na zlepšení komunikací pro hromadnou dopravu s cílem zlepšit úroveň služeb některých autobusových linek v regionu Île-de-France. Zpočátku se jednalo o dílčí úpravy bez zavedení nových linek: politika parkování, regulace vozů dodavatelů, uspořádání křižovatek, semafory pro optimalizaci dopravy, tvorba vyhrazených jízdních pruhů.
Dne 5. července 2006 správní rada STIF rozhodla, že síť Mobilien bude projektována ve dvou kategoriích: městské linky pro Paříž a přilehlá předměstí a dálkové linky spojující nádraží mezi velkými městy dále od Paříže a doplňující tak železniční síť.
V roce 2007 bylo vytipováno devět linek spojujících velká města:
- Torcy – Créteil
- Orly – Évry
- Persan – Roissy
- Persan – Cergy
- Étampes – Arpajon
- Étampes – Évry
- Val d'Yerres – Sénart
- Val d'Yerres – Orly
- Rambouillet – Saint-Quentin-en-Yvelines

V letech 2008–2009 byl projekt upraven a počet linek snížen.

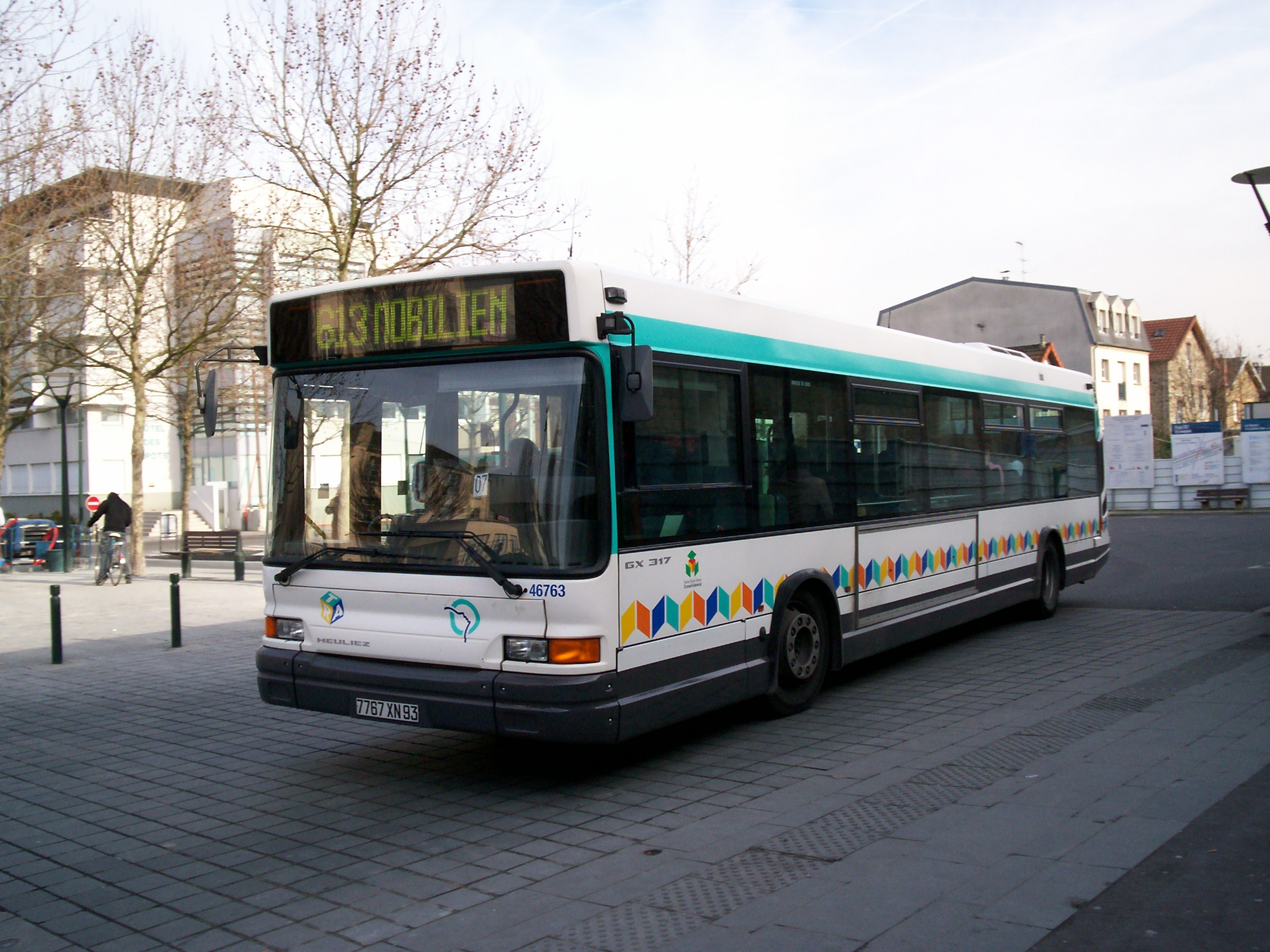
Autobus sítě Mobilien

## Linky
Městské linky sítě Mobilien jsou nezávislé na linkách RATP v Paříži. V rámci Mobilien operují dopravci Albatrans, Busval d'Oise, Courriers de l'Île-de-France, Daniel Meyer, Seine-et-Marne Express, SETRA, Hourtoule, Transdev Poissy CSO, Transdev Tourneux, Transdev Houdan, SITUS, Sqybus, STRAV, Transdev Ecquevilly, Transdev Montesson les Rabaux a TRA.
Od roku 2009 fungují v rámci Mobilien následující linky, které spojují významná města a dopravní uzly v pařížské aglomeraci:
- Yerres – Rungis přes letiště Orly
- Chelles – letiště Roissy přes Clichy/Montfermeil
- Torcy – Créteil
- Les Mureaux – Montigny-le-Bretonneux
- Persan – letiště Roissy